# Южуралкондитер
Челябинская кондитерская фабрика «Южуралкондитер» — предприятие пищевой промышленности в Челябинске, один из крупнейших производителей кондитерских изделий на Южном Урале.
Входит в холдинг «Объединённые кондитеры».

## История
Челябинская кондитерская фабрика была образована в 1961 году и располагалась в трёхэтажном здании. На цокольном этаже варили сироп для карамели и делали сахарную пудру. Первый этаж занимал бисквитный цех, работающий на электричестве, что для того времени было новшеством. В кондитерском цехе на втором этаже изготавливали шоколадные конфеты. На третьем этаже находился карамельный цех, где производились конфеты «Золотой ключик» и мармелад. Позже, в 1964 году, на фабрике появился шоколадный цех.
В 1962 году в Челябинскую кондитерскую фабрику вошла Челябинская бисквитная фабрика, а в 1965 году к ней присоединились Златоустовская и Коркинская кондитерские фабрики, образовав Челябинское объединение по производству кондитерских изделий.
В 1996 году предприятие было преобразовано в ОАО «Южуралкондитер» и присоединено к ОАО «Кондитерский концерн Бабаевский», который затем вошел в состав холдинга «Объединенные Кондитеры».
Также в 1996 году была запущена итальянская линия по производству бисквитных пирожных «Мерендинки», которые стали брендовым продуктом предприятия. В 2006 году на фабрике изготовили мерендинку весом в 738 килограммов, установив мировой рекорд.
В 1999 году за свою работу коллектив предприятия получил благодарственное письмо от Председателя правительства России Владимира Путина.
В 2002 году на коллегии Правительства Челябинской области ОАО «Южуралкондитер» было включено в число социально значимых объектов г. Челябинска.
В 2006 году у фабрики появился слоган «Южуралкондитер – душа поет!» и новый логотип в виде птицы, разработанный под руководством шведского маркетолога Томаса Гэда.
В феврале 2012 года компания вложила в производство 10 миллионов евро.
В сентябре 2012 года, несмотря на экономический кризис, Южуралкондитер увеличил объемы продаж, ввел новые производства, но и более чем на 10 % увеличил численность трудового коллектива. Этому поспособствовала  поддержка областных властей.
В марте 2021 года чистая прибыль компании за 2021 года составила 19,3 млн руб. Это свидетельствует о заметном снижении прибыли по сравнению с 2019 годом.
В январе 2022 года состоялся выпуск Каслинского пряника. Этот проект был разработан совместно с Каслинским заводом архитектурно-художественного литья.
В мае 2022 года Южуралкондитер выпустил подарочный набор конфет «Подписание Акта о безоговорочной капитуляции Германии» из собрания музея авторства художников культового творческого объединения «Кукрыниксы». Выпуск был приурочен к дню победы.

## Продукция
Производственная мощность предприятия 50 тысяч тонн продукции в год. Предприятие выпускает шоколадные конфеты, мармелад, карамель, печенье, бисквиты — всего более 100 наименований кондитерских изделий. Среди них известные конфеты «Ромашка», «Алёнка», «Птичье молоко», а также «Мерендинки» — знаменитые на всю страну бисквитные пирожные с различными вкусами.

## Награды
С 1998 года ОАО «Южуралкондитер» активно участвует в различных российских и международных конкурсах и выставках:
| Год  | Название конкурса/выставки                                                                 | Продукт | Награды                                                               |
| ---- | ------------------------------------------------------------------------------------------ | --- | --------------------------------------------------------------------- |
| 1998 | 2-я национальная специализированная выставка «Российские продукты питания 1998»            | Бисквитные пирожные «Мерендинка», конфеты «Балет», печенье «Мишка-Топтыжка»                                                              | Диплом и бронзовая медаль                                             |
| 1998 | 2-я Московская выставка-дегустация                                                         | Конфеты «Ариэль», «Золушка» | Диплом I степени                                                      |
| 1998 | 2-я Московская выставка-дегустация                                                         | Карамель «Клубника со сливками» | Диплом III степени                                                    |
| 1999 | 3-я национальная специализированная выставка «Российские продукты питания 1999»            | Печенье «Сойка», «Мишка-Топтыжка», бисквитные пирожные «Мерендинка», конфеты «Голубка», карамель «Рябина черноплодная»                   | Дипломы «100 лучших товаров России»                                   |
| 2000 | 4-я национальная специализированная выставка «Российские продукты питания 2000»            | Рулет «Карусель» | Диплом «100 лучших товаров России»                                    |
| 2000 | Российская агропромышленная выставка «Лучшая продовольственная продукция»                  | Наборы конфет «Челябинск», «Вечерний Челябинск», печенье «Ярмарка»                                                                       | Диплом и серебряная медаль                                            |
| 2002 | Экспоцентр на Красной Пресне «WorldFood», г. Москва                                        | Набор конфет «Челябинск мой любимый город», конфеты «Уральские россыпи»                                                                  | Диплом и серебряная медаль                                            |
| 2002 | Международная выставка «ПРОДЭКСПО»-2002, г. Москва                                         | Бисквитные коржи, печенье «Ариэль», наборы конфет «С Юбилеем», «Уральские россыпи»                                                       | Диплом и серебряная медаль                                            |
| 2003 | Межрегиональная специализированная выставка «Сибирский каравай»                            | Бисквитные пирожные «Мерендинка» | Диплом «За высокое качество и оригинальную упаковку» и золотая медаль |
| 2003 | Экспоцентр на Красной Пресне «WorldFood», г. Москва                                        | Набор конфет «Уральские сказы» | Диплом и серебряная медаль                                            |
| 2003 | Международный выставочный центр «ИНТЕРСИБ», г. Омск                                        | Конфеты «Романтика» | Диплом и золотая медаль                                               |
| 2003 | Международный выставочный центр «ИНТЕРСИБ», г. Омск                                        | Бисквитные коржи для торта | Диплом I степени                                                      |
| 2004 | Международная выставка «ПРОДЭКСПО»-2004, г. Москва                                         | Бисквитные пирожные «Мерендинка» (крем-брюле, крем-сливки, крем-шоколад)                                                                 | Диплом и бронзовая медаль                                             |
| 2005 | Дегустационный конкурс — Нижегородская ярмарка «Российский кондитер»                       | Бисквитные пирожные «Мерендинка» (крем-брюле, крем-сливки, крем-шоколад)                                                                 | Сертификат и серебряная медаль                                        |
| 2005 | Международная выставка «ПРОДЭКСПО»-2005, г. Москва                                         | Бисквитные пирожные «Мерендинка» (крем-персик)                                                                                           | Диплом и бронзовая медаль                                             |
| 2006 | Международная выставка «ПРОДЭКСПО»-2006, г. Москва                                         | Бисквитные пирожные «Мерендинка» медовые, «Мерендинка» шоколадные, карамель «Желейные сливочки земляника», конфеты «Птичье молоко»       | Диплом и бронзовая медаль                                             |
| 2007 | Международная выставка «ПРОДЭКСПО»-2007, г. Москва                                         | Конфеты «Желейные сгущенное молоко», «Желейные йогурт с вишней», «Батончики с халвой в белой глазури», карамель «Барбариска плюс яблоко» | Диплом и бронзовая медаль                                             |
| 2008 | Международная выставка «ПРОДЭКСПО»-2008, г. Москва                                         | Бисквитные пирожные «Мерендинка» тирамису, «Мерендинка» с апельсиновыми цукатами, конфеты «Хлоп-Чик», «Божелика» вкус вареная сгущенка   | Диплом и серебряная медаль                                            |
| 2012 | Международный конкурс «Лучший продукт-2012» на выставке «ПРОДЭКСПО»-2012                   | Рулет бисквитный «Коровка» вкус вареная сгущенка                                                                                         | Диплом и бронзовая медаль                                             |
| 2012 | Международный смотр качества мучных кондитерских изделий «Инновации и традиции»            | Рулет бисквитный «Коровка» вкус вареная сгущенка, мини-рулеты глазированные «Коровка» вкус топленое молоко                               | Диплом II степени и серебряная медаль «За высокое качество продукции» |
| 2012 | Международный смотр качества мучных кондитерских изделий «Инновации и традиции»            | Бисквитные пирожные «Алёнка» вкус шоколадный крем                                                                                        | Диплом 3 степени и бронзовая медаль «За высокое качество продукции»   |
| 2013 | Гастрономический фестиваль «TARELKA»                                                       | Набор конфет «Забава» | Диплом «За высокое качество продукции» и золотая медаль               |
| 2013 | Всероссийский конкурс программы «100 лучших товаров России»                                | Бисквитные пирожные «Мерендинка» крем-апельсин, крем-вишня, крем-лесные ягоды                                                            | Диплом                                                                |
| 2013 | IV Межрегиональная агропромышленная выставка Уральского федерального округа в г. Челябинск | Бисквитные пирожные «Мерендинка» крем-лесные ягоды, рулет «Птичье молоко»                                                                | Диплом и золотая медаль                                               |
| 2014 | Международный конкурс «Лучший продукт-2014» на выставке «ПРОДЭКСПО»-2014                   | Бисквитный рулет «Мерендинка» twist-biskwit с маком вкус грецкий орех                                                                    | Диплом и серебряная медаль                                            |
| 2016 | Международный смотр качества кондитерских изделий «Инновации и традиции»                   | Бисквитные пирожные «Мерендинка» вкус печеное яблоко, «Мерендинка» kid-biskwit вкус банановый пирог                                      | Диплом I степени и золотая медаль «За высокое качество продукции»     |
| 2017 | Международный конкурс «Лучший продукт-2017» на выставке «ПРОДЭКСПО»-2017                   | Бисквитные пирожные «Мерендинка» kid-biskwit творожный десерт, печенье «Котофей», торт «Добрая мама»                                     | Диплом и серебряная медаль                                            |
| 2022 | Международный смотр качества мучных кондитерских изделий «Инновации и традиции»            | Бисквитные пирожные «Алёнка» (вкус молочного шоколада, вкус пломбира)                                                                    | Диплом II степени и серебряная медаль «За высокое качество продукции» |